# Polioptila nigriceps
Lo zanzariere testanera (Polioptila nigriceps Baird,1864) è un uccello canoro della famiglia Polioptilidae.

## Descrizione
Gli adulti sono blu - grigi sul dorso e hanno l'addome bianco, con un lungo becco snello ed una lunga coda nera con bande bianche esterne sulla parte superiore. Il sottocoda è quasi completamente bianco con una sottile linea nera nel centro e punte nere. I maschi mostrano una corona nera prominente. Questa specie è molto simile allo zanzariere della California ed allo zanzariere codanera.

## Distribuzione e habitat
L'habitat riproduttivo dello zanzariere testanera è la foresta fluviale del Messico occidentale e nord occidentale. Occasionalmente nidifica appena oltre il confine statunitense, nell'estremo sud dell'Arizona dove è raramente avvistato d'estate.

## Biologia
Questi uccelli sono prevalentemente stanziali, rimangono, infatti, nello stesso territorio riproduttivo per tutto l'anno. La coppia costruisce un piccolo nido a coppa, spesso su rami orizzontali di piccoli alberi o arbusti ed entrambi i genitori nutrono i piccoli. La femmina depone normalmente quattro uova.
Cacciano le proprie prede, prevalentemente insetti, su alberi e arbusti. Possono comunque cercare le prede a terra o catturarle in volo.